# 존 보이드 오어

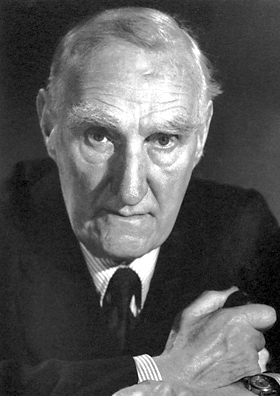
존 보이드 오어

제1대 보이드오어 남작 존 보이드 오어(John Boyd Orr, 1st Baron Boyd-Orr, 1880년 9월 23일~1971년 6월 25일)은 영국 스코틀랜드의 교사, 의사, 생물학자, 정치인이다. 1949년 영양에 관한 과학적 조사와 국제 연합 식량 농업 기구 사무총장을 지낸 공로를 인정받아 노벨 평화상을 수상했다.

## 서훈
- 1935년 Knight Bachelor(기사 작위)
- 1949년 남작위